# Рамон Леал
Рамон Леал (на испански: Ramón Leal) е испански футболист, нападател.

## Кариера
По време на кариерата си, той играе за Баракалдо, Атлетик Билбао и Атлетико Мадрид. Има 8 мача за националния отбор на Испания и участва на Световното първенство през 1934 г.
По-късно е треньор на Депортиво Ла Коруня.